# Pedro de Mena
Pedro de Mena y Medrano (Granada, agosto 1628 – Malaga, 13 ottobre 1688) è stato uno scultore spagnolo, esponente del barocco spagnolo.

## Biografia

### Vita

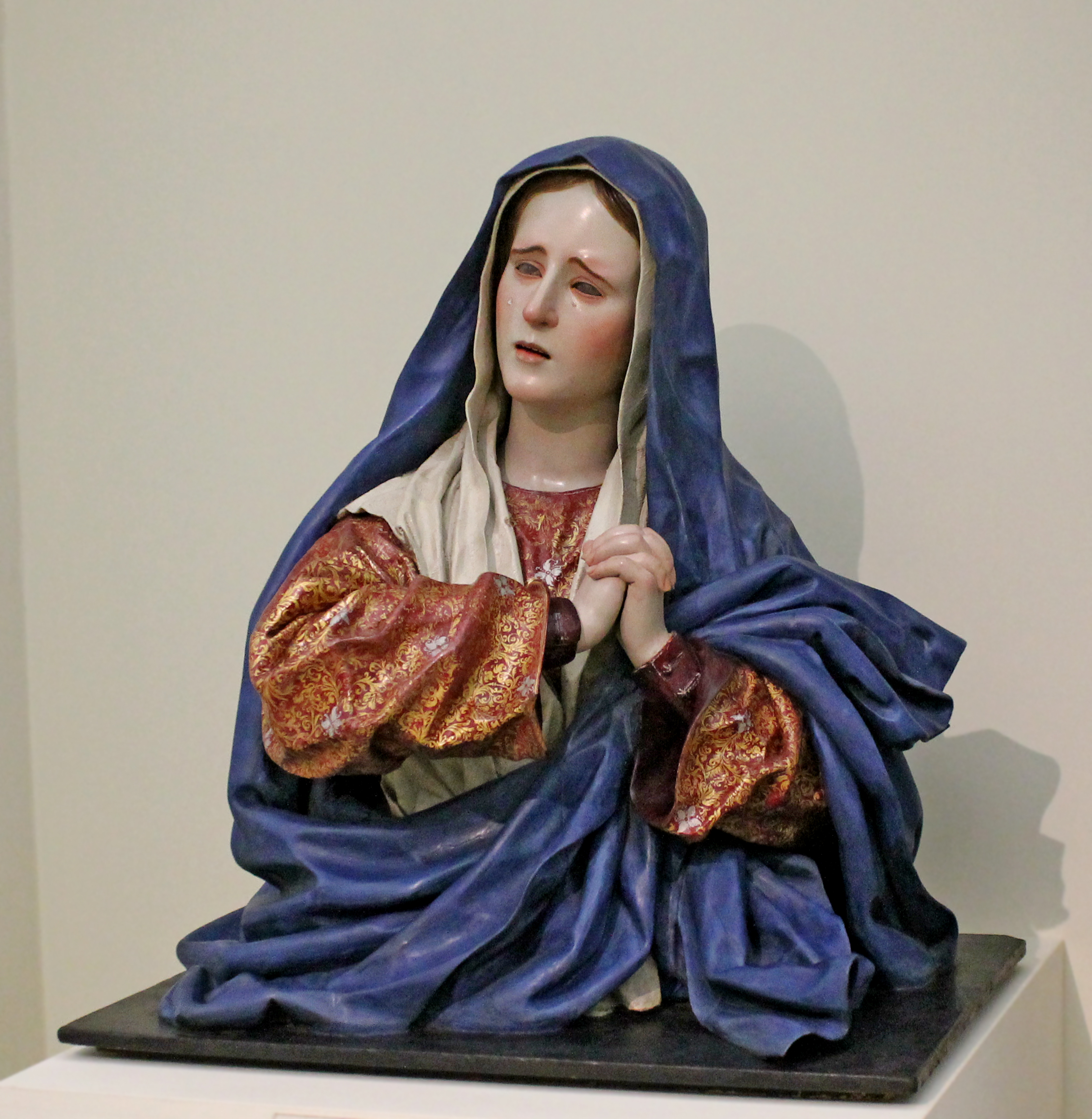
Mater Dolorosa Real Academia de Bellas Artes de San Fernando, Madrid

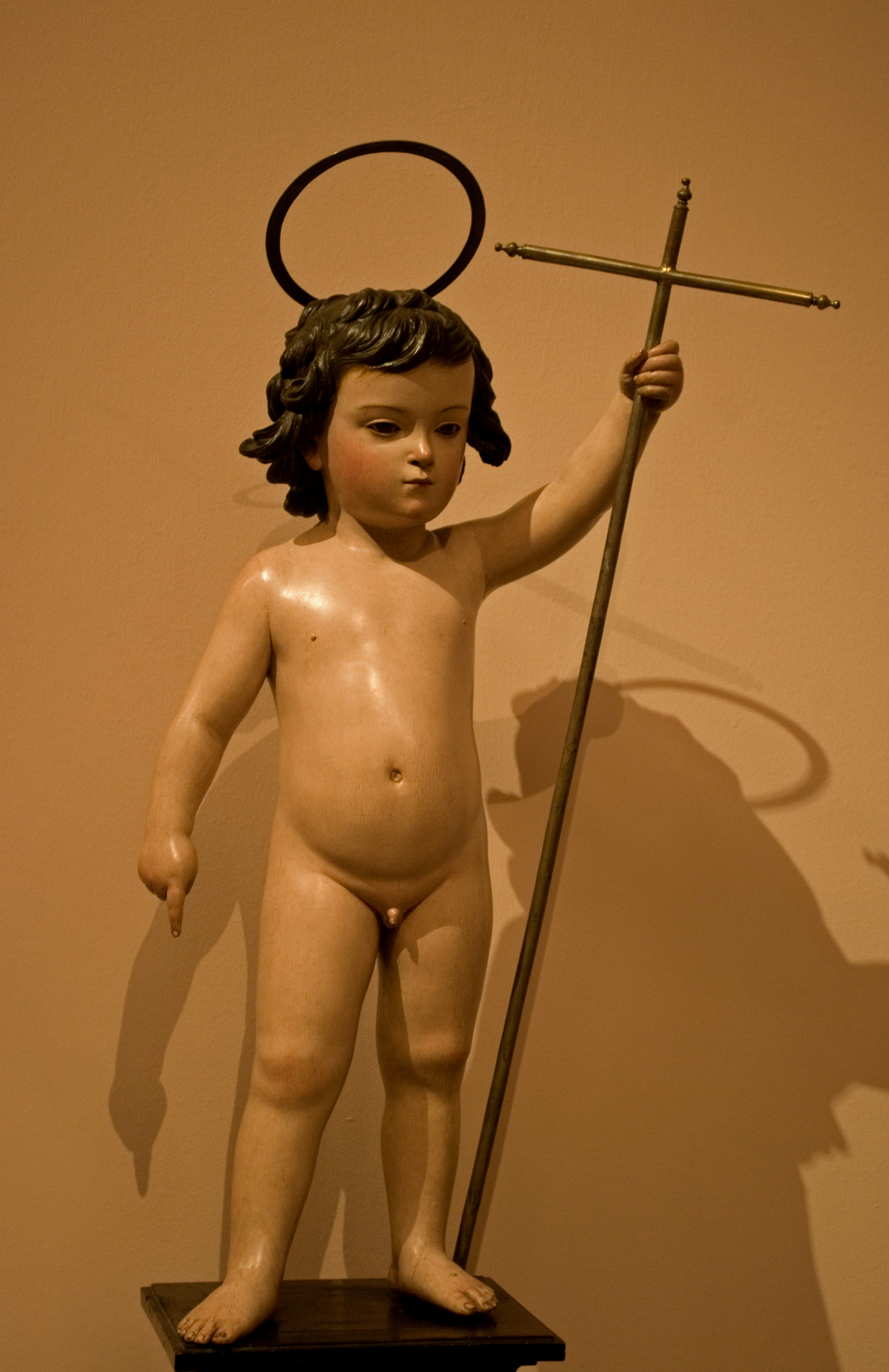
San Giovanni Battista bambino (1674), Museo di belle arti di Siviglia

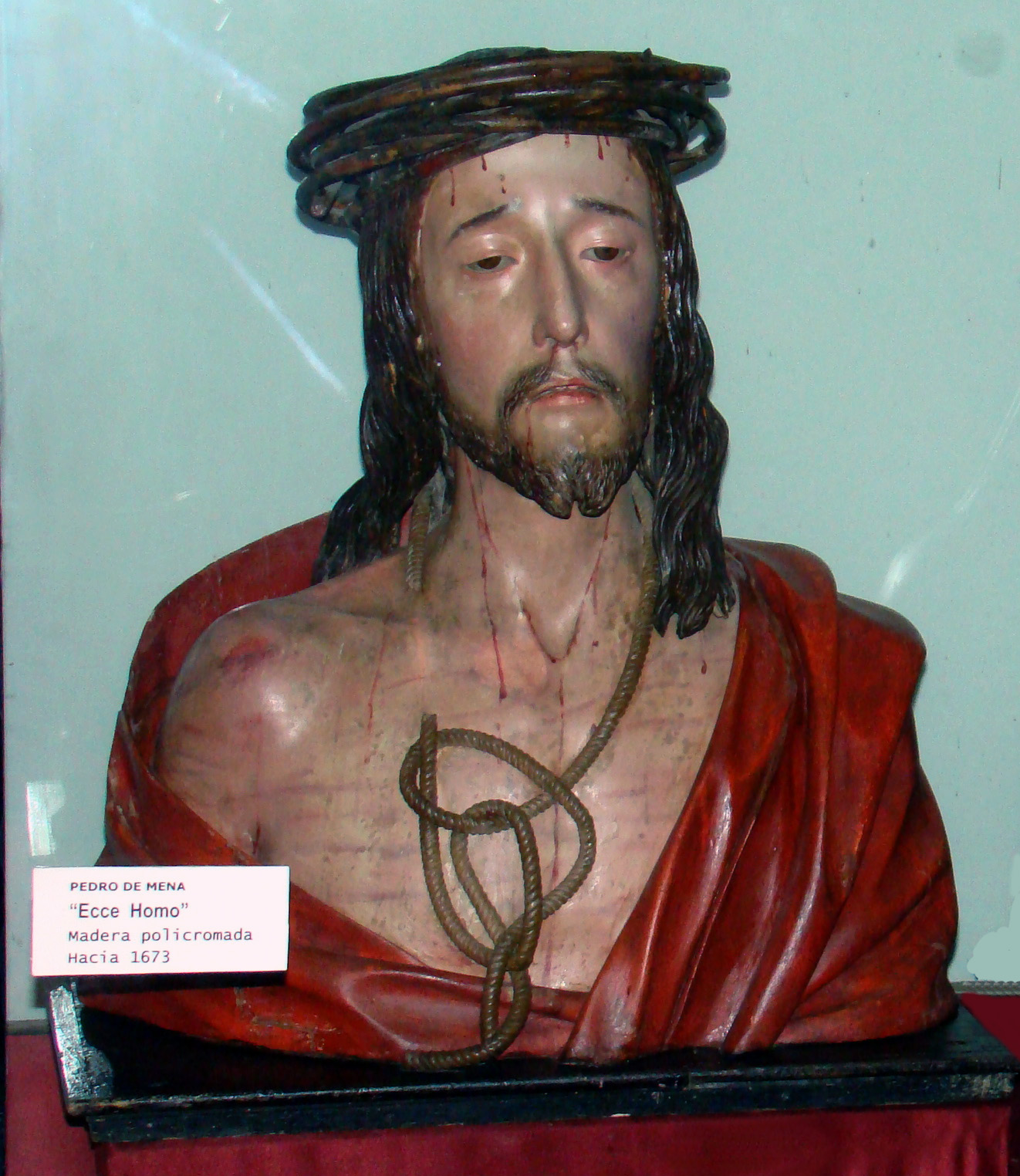
Ecce Homo, Museo Diocesano y Catedralicio de Valladolid

Pedro de Mena nacque a Granada, dove fu battezzato il 29 agosto 1628, figlio dello scultore Alonso de Mena, e della sua seconda moglie, Juana de Medrano.
Si avvicinò all'arte studiando nel laboratorio del padre insieme ad altri apprendisti, tra cui Pedro Roldán.
Alla morte del padre, nel 1646, assunse la direzione del laboratorio, e dal 1652 collaborò con Alonso Cano.
Il 5 giugno 1647 sposò Catalina de Vitoria e Urquízar, nativa di Granada, con la quale ebbe sei figli prima della sua partenza per Malaga e otto durante il suo soggiorno a Malaga.
Pedro de Mena era un uomo profondamente religioso e conservò un grande legame con numerose confraternite ed era membro della Corporazione degli artisti del Santissimo Corpus Christi, Ánimas y Misericordia.
Rimase a Granada fino a quando nel 1658 fu chiamato dal vescovo di Malaga, Diego Martínez de Zarzosa, per realizzare le sculture del coro della cattedrale dell'Incarnazione di Malaga (statue di San Marco, San Luca, San Sebastiano), dove dimostrò la sua grande abilità tecnica e la sua capacità di creare una grande varietà di volti, tipi e composizioni.
In questa città, ad eccezione di un soggiorno a Madrid tra il 1662 e il 1663, ha vissuto fino alla morte e ha prevalentemente lavorato.
Fu nominato maestro di scultura nella cattedrale di Toledo nel maggio 1663, dove realizzò un San Francesco di Assisi, una delle sue opere migliori.
Pedro de Mena morì a Malaga il 13 ottobre 1688.
Alla sua morte, la fama del suo laboratorio non si estinse, e l'attività proseguì sotto la direzione del migliore dei suoi discepoli, Miguel Felix de Zayas. I tipi iconografici e stilistici creati da Pedro de Mena si produssero fino al XVIII secolo, grazie a Fernando Ortiz, un discepolo di Zayas.

### Stile

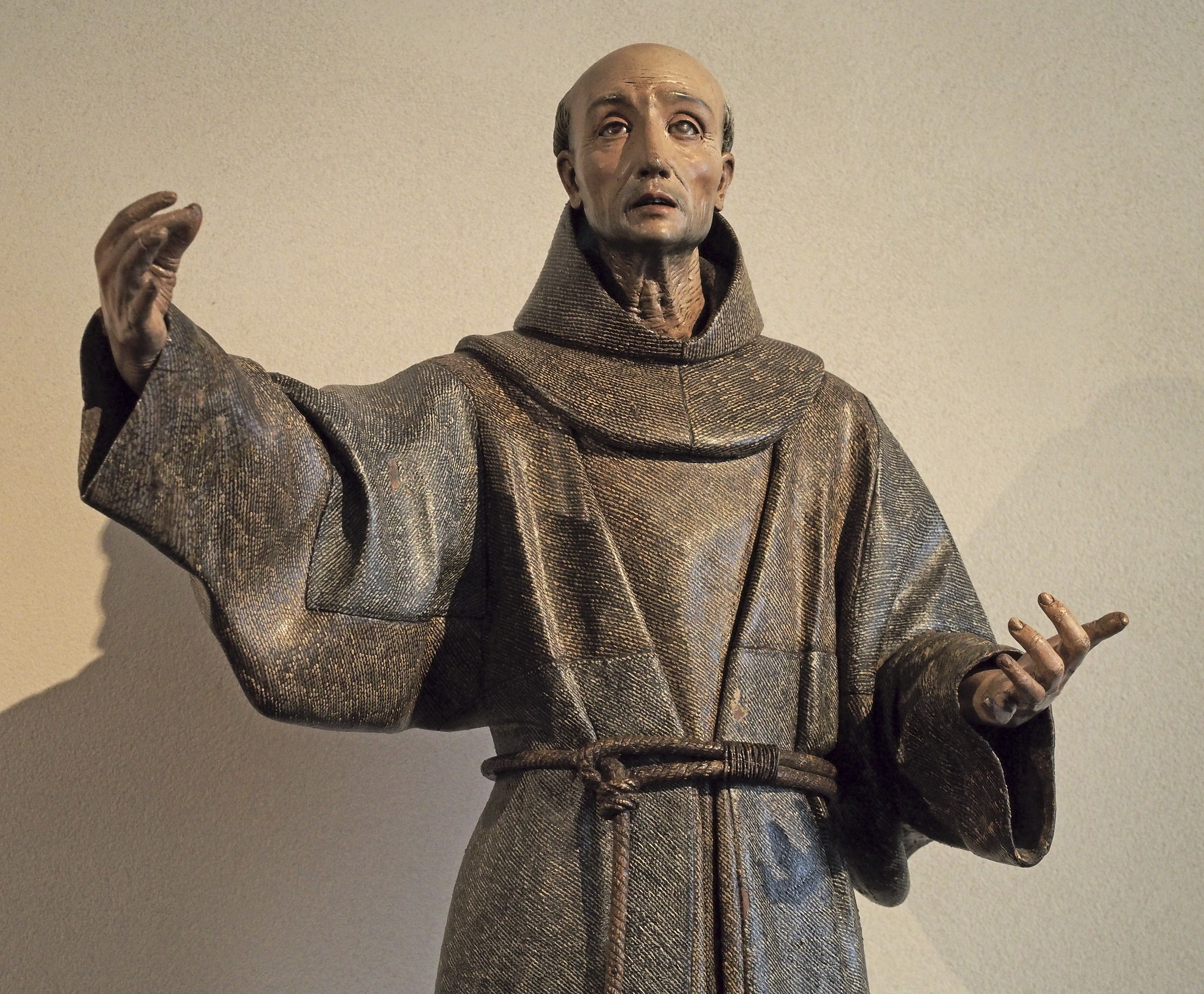
San Pietro di Alcántara, circa 1663, Museo Nacional de Escultura, Valladolid

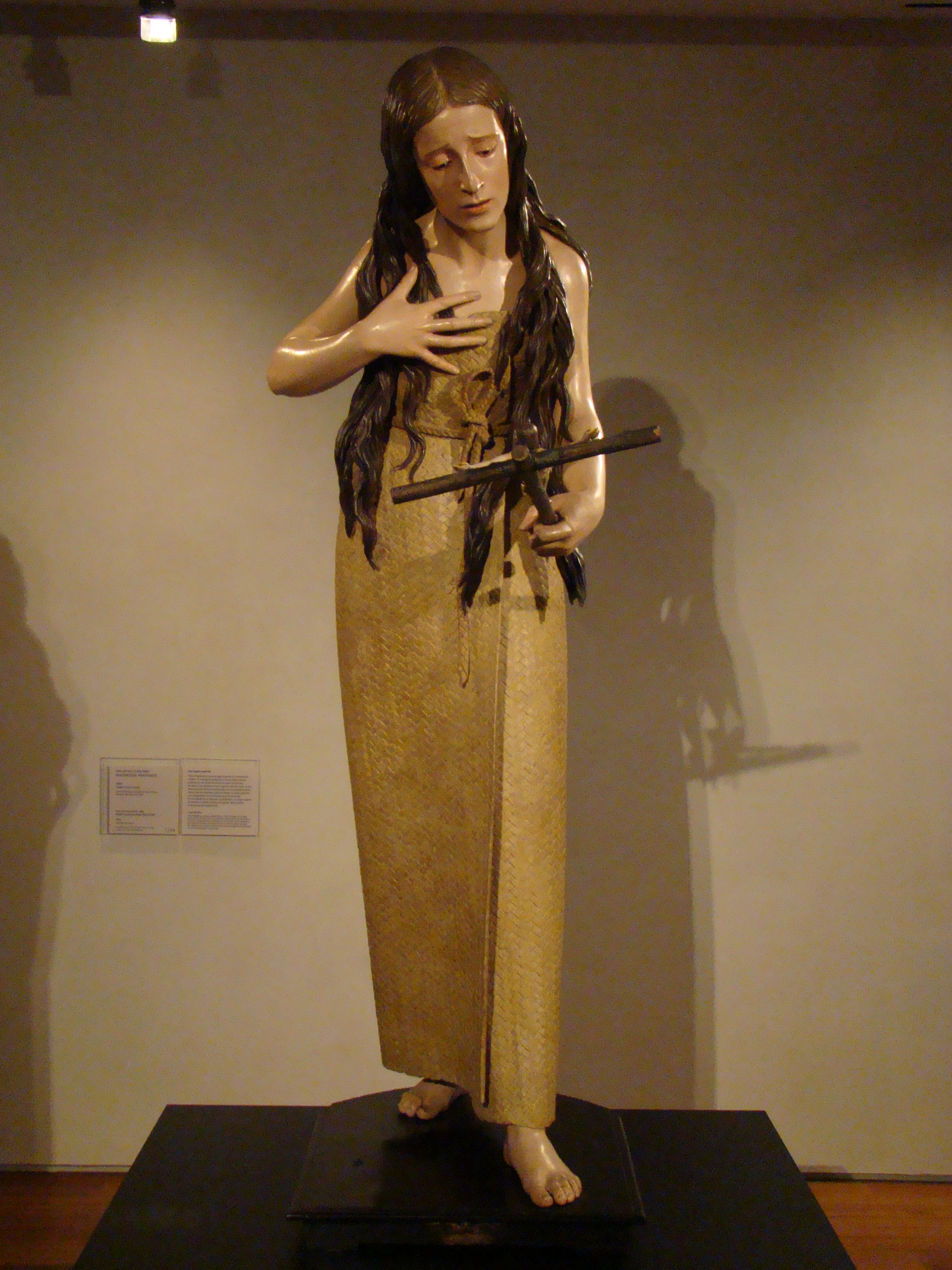
Maria Maddalena penitente, Museo Nacional de Escultura, Valladolid

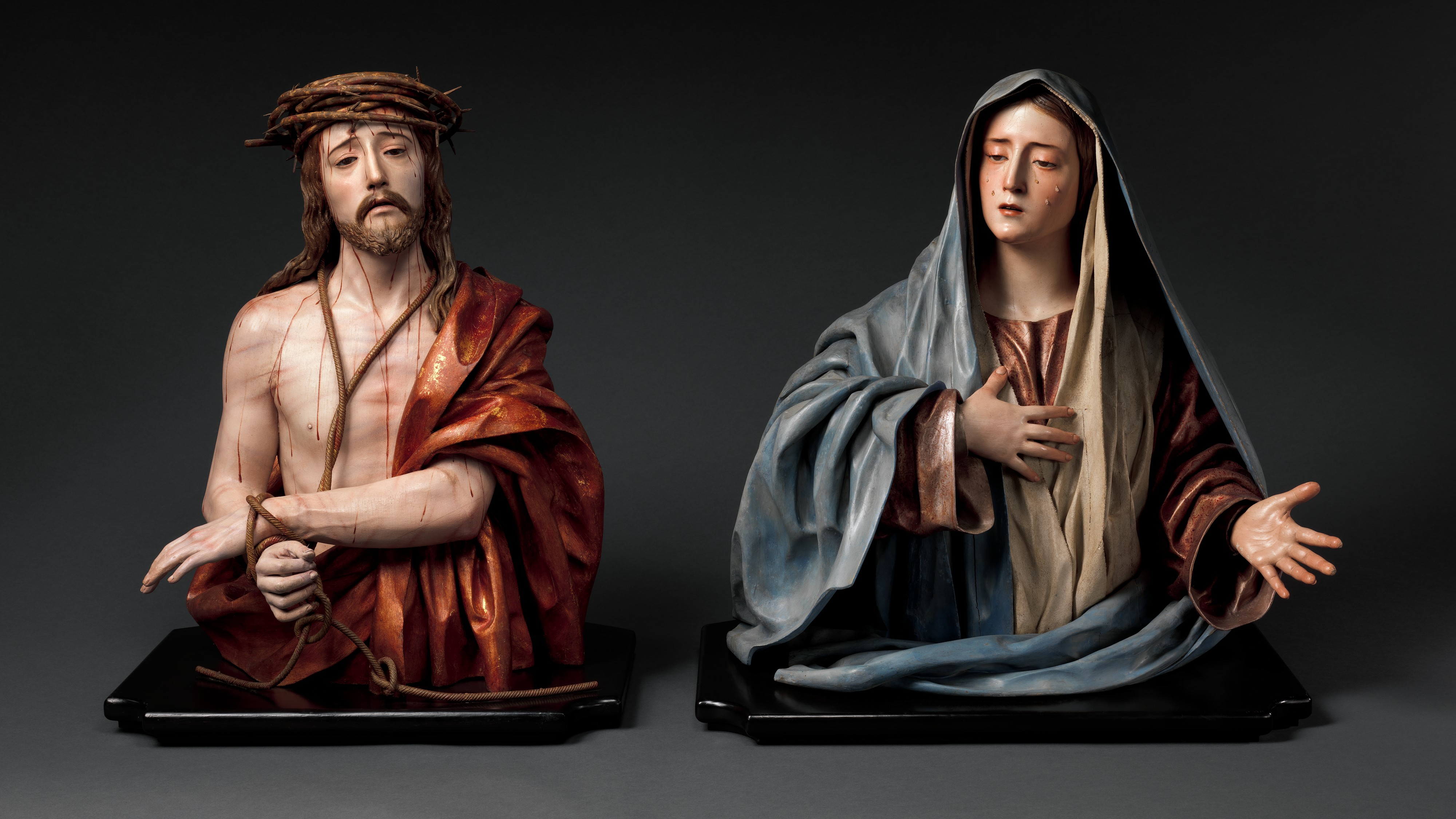
Ecce Homo e Mater Dolorosa, circa 1680, Metropolitan Museum of Art

Nelle prime opere di Pedro de Mena, risultò evidente l'influenza dello stile del padre scultore, che però si trasformò a poco a poco, come evidenziò lo storico dell'arte Antonio Palomino, ricevendo ispirazioni dall'arte idealizzata e spiritualistica di Cano,dal quale si differenziò per una più facile ed immediata interpretazione dei modelli, per una ricerca di descrizione della realtà quotidiana opposta al perseguimento della bellezza ideale del Cano.
Dal suo soggiorno a Malaga si orientò verso uno stile molto più realistico e naturalistico, acquisendo una grande maestria tecnica nell'intaglio e nella policromia.
La conoscenza delle opere e degli artisti castigliani lo portò a semplificare le forme e i volumi delle sue figure, sovraccaricando invece il suo contenuto spirituale, ottenendo così i suoi migliori lavori, ideali per la contemplazione. Solo nella sua ultima fase i modelli diventarono più semplici, anche se conservarono maestria e abilità tecnica.
Molti dei suoi tipi fisici evidenziarono una espressività drammatica, sottolineata da elementi di presa emotiva.
Grande creatore di prototipi, di iconografie essenziali di personaggi ripetute in serie molto numerose,  caratterizzate dalla presenza di una tipologia fissa che muta nell'intensità espressiva: l'Immacolata Concezione della chiesa di Alhendin (Granada), posta sul globo con la luna, il drago e quattro putti che la sorreggono, stabilì un modello reiterato numerose volte in seguito.
Lo stesso per alcuni santi, come San Diego di Alcalà, Sant'Antonio, San Pietro di Alcantara, che diventarono una tradizione iconografica.
Pedro de Mena si dedicò principalmente a sculture di piccole dimensioni, in genere con temi come il Bambin Gesù, santi, Immacolata, Addolorata, Ecce Homo e qualche crocifisso,tra cui quello per la famiglia Doria, che venne inviato a Genova. Di dimensioni maggiori di quella naturale è il Cristo della Buona Morte, del convento di Santo Domingo.
La sua capacità di divulgatore di una pregevole emotività religiosa lo rese famoso in tutta la Spagna, e grazie alla collaborazione di tutta la sua scuola riuscì a soddisfare le numerose offerte di lavoro.

## Opere
- Solitudine e Quinta Angustia, Cabra (Cordoba) (attribuzione);
- Maddalena penitente, collegio del Museo Nazionale di San Gregorio (Valladolid);
- Maddalena penitente, chiesa reale di San Miguel e San Julián de Valladolid;
- Maddalena penitente, chiesa della Magdalena di Valladolid;
- San Pietro di Alcántara, collegio del Museo Nazionale di San Gregorio (Valladolid);
- Busti a coppie di Ecce Homo e Dolorosa. Museo diocesano e cattedrale di Valladolid;
- Busti a coppie di Ecce Homo e Mater Dolorosa, Museo Císter, Málaga;
- Busti a coppie di Ecce Homo e Mater Dolorosa, Museo di belle arti di Malaga;
- Busti a coppie di Ecce Homo e Mater Dolorosa, chiesa di San Pedro Apóstol Budia (Guadalajara);
- Busti a coppie di Ecce Homo e Mater Dolorosa, Metropolitan Museum of Art, New York;
- Mater Dolorosa, cattedrale dell'Incarnazione di Malaga;
- Mater Dolorosa, convento di San José de Málaga;
- Mater Dolorosa, sagrestia della cattedrale di Cuenca;
- Mater Dolorosa, Fitzwilliam Museum, Cambridge (Regno Unito);
- Mater Dolorosa, Museo della Reale Accademia di belle arti di San Fernando, Madrid;
- Mater Dolorosa, basilica e santuario reale di Santa María de la Victoria (Málaga);
- Vergine del Sangue, (1672), fratellanza della Vera Croce, Rute (Córdoba) (attribuzione);
- Maria Santissima della Speranza, pontificio e arciconfraternita reale del Dolce Nome di Gesù Nazareno del Paso e Maria Santisima de la Esperanza Coronada, basilica della Speranza (Malaga);
- Immacolata, chiesa di San Nicolás de Bari (Murcia);
- Immacolata, Museo Císter, Malaga;
- Immacolata, seminario di Malaga, (recentemente scoperta);
- Coro della cattedrale dell'Incarnazione di Malaga;
- Apparizione della Vergine a sant'Antonio di Padova, Museo di belle arti di Malaga;
- San Antonio, convento di San Antonio Montefrío (Granada);
- San Francesco di Assisi nella cattedrale di Toledo;
- Sant'Elia, chiesa dell'Incarnazione, Alcaudete (Jaén);
- I re cattolici, cattedrale di Granada;
- I re cattolici, cattedrale di Malaga;
- San Giovanni Battista bambino, (1674), Museo di belle arti di Siviglia;
- Gruppo scultoreo del Sacro Lavatorio, eremo di Dio Padre di Lucena;
- Bambino nella culla, Museo Císter, Malaga.